# ナポリタン (短編映画)
『ナポリタン』は、上田慎一郎監督による2016年製作の日本の短編映画。2018年10月12日より、『上田慎一郎ショートムービーコレクション』の一篇として劇場公開。

## 製作
株式会社シミズオクトが製作を担当。元々は俳優の川口貴弘が、自身が主演の映画を作りたいと話を持ち掛けたことが発端である。企画が始動した際にインディーズ界隈で活躍していた映画監督3名による企画書が提出され、上田慎一郎が提出した企画書が本作である。企画書は2枚程度で、「ナポリタン」と書いた紙とナポリタンの写真、その下にあらすじが書かれていた。「ナポリタン」というタイトルの時点で気になられていた本作だが、上田の過去の監督作『彼女の告白ランキング』の出来が良かったことから満場一致で上田の企画書が採用された。また、エグゼクティブ・プロデューサーの清水佳代子は、監督の上田が来社した際、上田の常に笑った形をした顔や人間力に一目惚れし、この企画をやる気になったと語っている。
なお、川口主演の映画という企画が発端だったが、結局本作の主演のイメージに合わず、川口は本人の希望でラインプロデューサーに回ることになった。ただし、冒頭のシーンで、主人公の同僚役として出演もしている。出演者の牟田浩二は「スタッフ、キャストが遊んでいるような感じで作られた映画」と本作を表現し、高校生のような気持ちで楽しみながら撮影が行われたという。
上田によると、高校生のときに「この世にナポリタンという言葉しかなかったら…」というコントを作ったことがあるとのことで、それを思い出しながら映画化の企画書を作成した。上田は本作を「ナポリタン」というセリフのトーンやテンションでコミュニケーションをとろうとする奇妙奇天烈な話を、単純に楽しめるファンタジーな娯楽作品として仕上げたとするが、その裏で「コミュニケーションとはなんなのか？」「言葉とはなんなのか？」といったメッセージが観客の心の片隅に残るような話にしたという。エグゼクティブ・プロデューサーの清水は「コメディでありながら、泣きそうになる。笑いあり、ホロッとするようなところありの、とても楽しい映画」と本作の完成度に満足している。

## 公開
2016年8月13日の「TOKYO月イチ映画祭」で初公開された。自主制作でDVDソフト化され、Yahoo!ショッピング内「セレクトショップBANZAI」でウェブ通販が行われていた。
2017年4月16日から監督の上田の妻のふくだみゆき監督作『マシュマロ×ぺいん』と日替わりで3日間、『テイク8』との2本立てで下北沢トリウッドにて上映された。2018年2月15日・22日には、TOKYO MX『あしたのSHOW』の第46・47回でテレビ放送が行われた。
上田の監督作である映画『カメラを止めるな!』のヒットを受けて、2018年8月24日からはギャガの動画配信サイト「青山シアター」で『彼女の告白ランキング』と『恋する小説家』との3本パックで有料配信。同年10月からはオムニバス映画『上田慎一郎ショートムービーコレクション』の一篇として劇場公開され、2019年8月28日発売のDVD版にも収録される。

## ストーリー
人の話を聞かない会社員の川上（福島龍一）は恋人（秋山ゆずき）と同棲中。恋人がナポリタンを作って待っていると告げていた晩も、川上はよそでご飯を済ませてきてしまった。そうして恋人を怒らせてしまった翌朝、川上は他人の言葉が突然「ナポリタン」としか聞こえなくなってしまう。

## キャスト
- 福島龍一 - 川上
- 秋山ゆずき - 恋人
- 牟田浩二 - 恋人の父
- 森恵美 - 恋人の母
- 井関友香 - 恋人の姉
- 川口貴弘
- 松本卓也
- 細井学
- 紺野ふくた
- 倉田奈純
- 坂川良
- 原真一
- 坂本幸成

## スタッフ
- 監督・脚本・編集：上田慎一郎
- 撮影：神林裕介
- 録音：古茂田耕吉
- ヘアメイク：菅原美和子
- 制作：ふくだみゆき、佐熊雄、代田恵美
- スチール：鶴田照夫
- 主題歌：「ナポリタン」（歌・作曲：橋本晃洋〈EX：TOYS AND CAKES〉 ミックス：平崎真澄）
- エグゼクティブ・プロデューサー：清水佳代子
- プロデューサー：大和田光人
- ラインプロデューサー：川口貴弘
- 製作：株式会社シミズオクト
- 制作：株式会社シミズオクト、PANPOKOPINA、SHIGUSA

## 受賞歴
- 「那須ショートフィルムフェスティバル2016」特別審査員特別賞
- 「第38回 TOKYO月イチ映画祭」グランプリ

## エピソード
主演を務めた福島龍一は本作のDVD販売イベントを最後に俳優活動を引退している。
秋山ゆずきの上田監督作品への出演は『恋する小説家』以来で、前作では女子高生役だった秋山が本作では大人の女性役を演じたことについて、新鮮でなんだか不思議な気持ちだったと制作のふくだみゆきが述懐している。また、翌年製作の映画『カメラを止めるな!』で秋山はメインキャストとして上田のオファーで出演しているが、本作への出演がなければ『恋する小説家』からかなり期間が開いてしまっていることになり、『カメラを止めるな!』へのオファーはなかったかもしれないと上田は語っている。
監督の上田は本作を視聴後の観客が「ナポリタンナポリタン」と言い合っていたら自分の勝ちという小さな賭けをしているという。